# Shahnameh de Shah Tahmasp

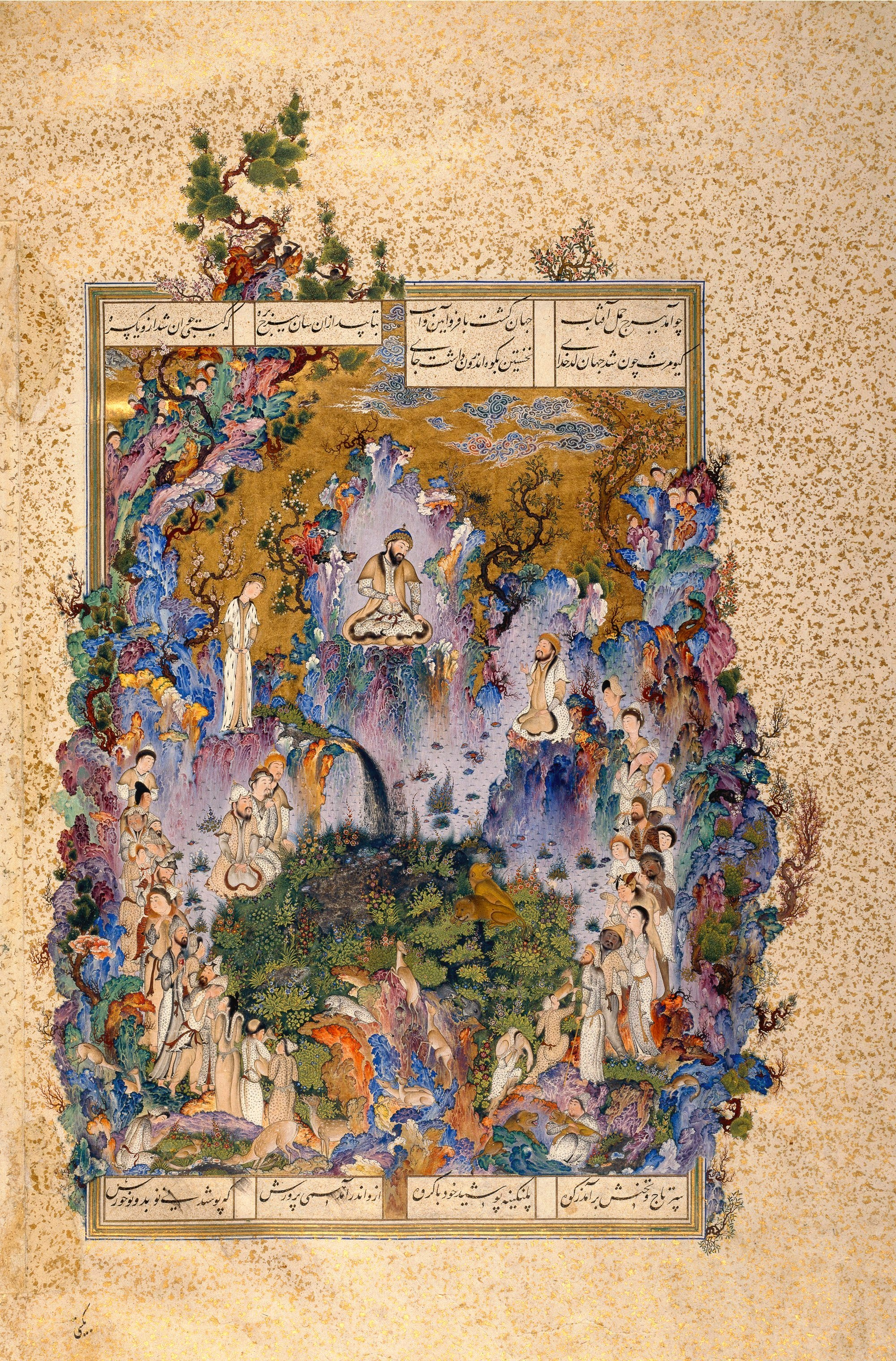
El tribunal de Keyumars

El Shahnameh de Shah Tahmasp ( en idioma persa: شاهنامه تهماسپی ) o Houghton Shahnameh  es uno de los manuscritos ilustrados más famosos del Shāhnāmé, la epopeya nacional del Gran Irán, y un punto culminante en el arte de la miniatura persa. Es probablemente el manuscrito ilustrado más completo del texto producido alguna vez. Como creado, tenía 759 páginas, 258 con una miniatura. El tamaño de la página es de aproximadamente de 48 x 32 cm, y el texto escrito en la secuencia de los comandos Nasta'līq de la más alta calidad. Fue dividido en la década de 1970 y las páginas están ahora en una serie de colecciones.

## Historia
Fue creado en Tabriz por orden de Shah Ismail I por los artistas más prominentes de la dinastía Safavid, ya sea como un regalo para Suleiman el Magnífico, sultán del Imperio Otomano, o quizás para celebrar el regreso de su hijo Tahmasp de un período como gobernador de Herat. El trabajo comenzó en la década de 1520, antes de la muerte de Ismail I en 1524, y estuvo, probablemente casi completo, a mediados de la década de 1530, [3] en el reino de Tahmasp I. Finalmente fue entregado en 1568 al entonces sultán otomano, Selim II, presentado por una delegación. Permaneció mucho tiempo en el Palacio de Topkapi en Estambul, pero apareció en la colección de Edmond de Rothschild en 1903.
El manuscrito una vez contuvo 258 miniaturas, pero fue dividido por Arthur Houghton II, que lo adquirió en 1959, y las miniaturas vendidas individualmente. Houghton donó 78 pinturas al Museo Metropolitano de Arte en 1972. Las miniaturas del Metropolitan han sido objeto de un acuerdo de intercambio con el Museo Nacional de Irán. Las otras miniaturas dispersas se encuentran en varias colecciones, incluida la colección Khalil.
El 6 de abril de 2011, una página de este manuscrito de la colección del erudito principal, Stuart Cary Welch, se vendió por 7.4 millones de libras ($ 12 millones).

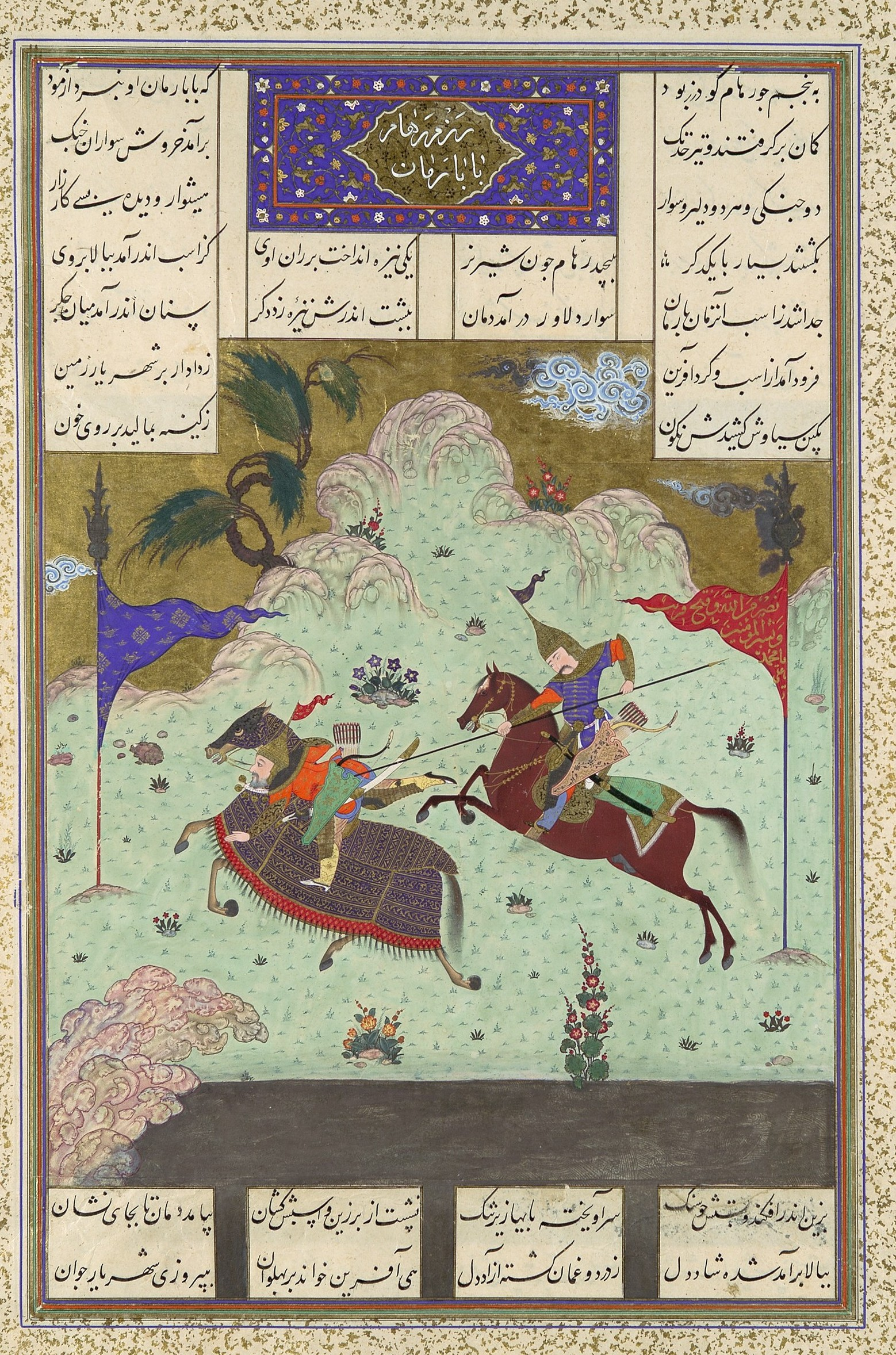
Davazdah Rokh Battle.Iran&Turan

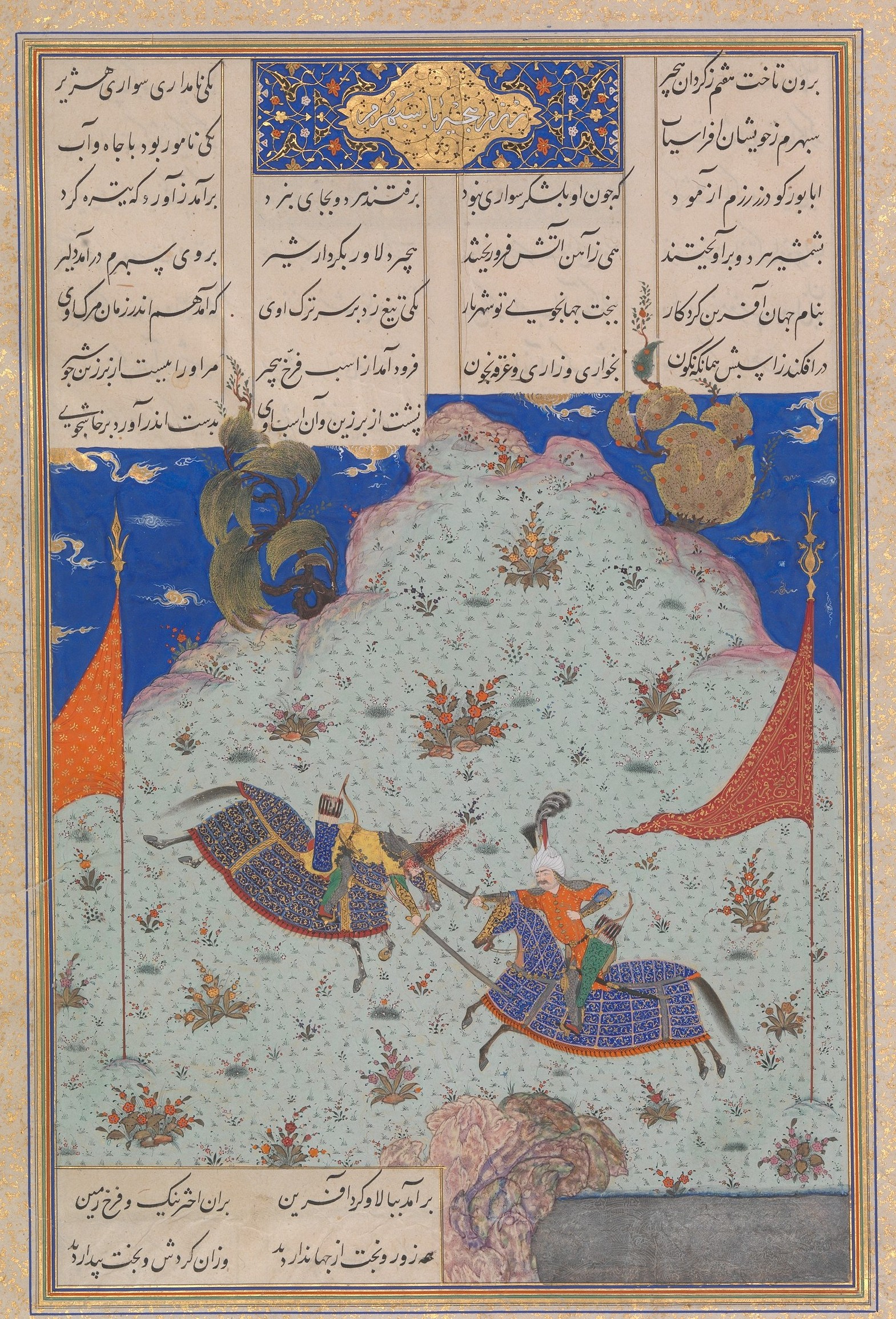
Bizhan Versus Ruyyin,

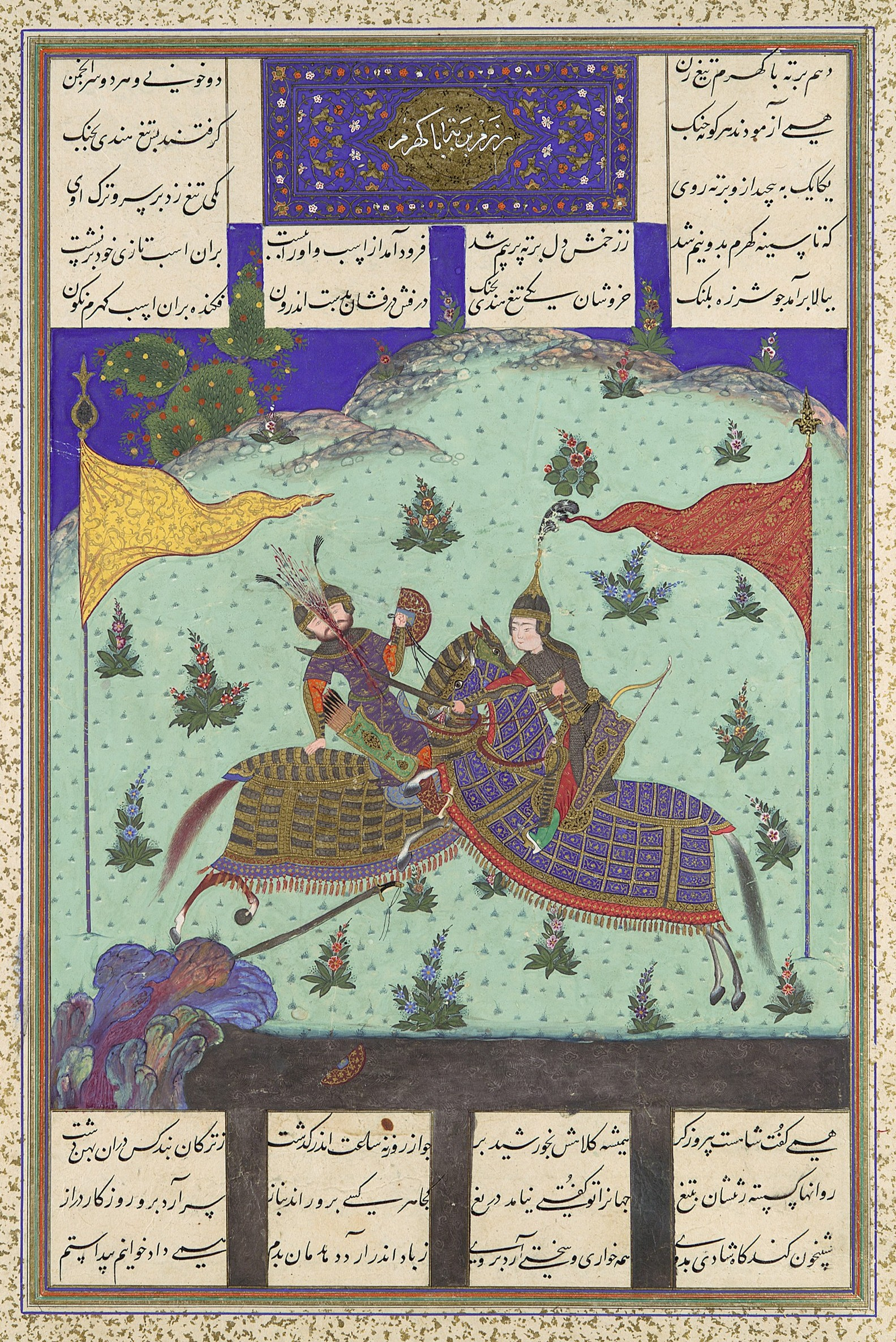
Barta versus Kuhram

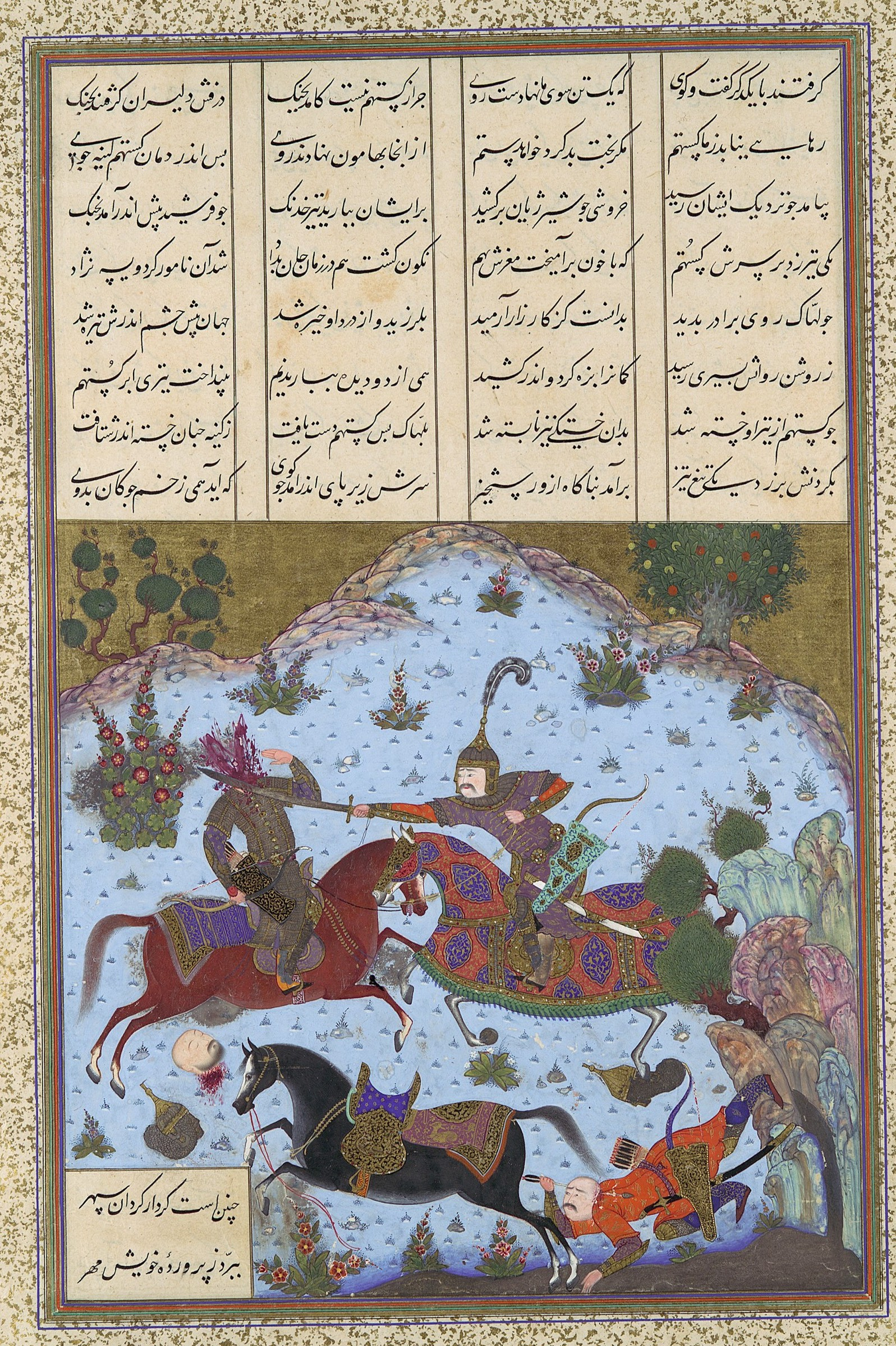
Lahhak and Farshidvard

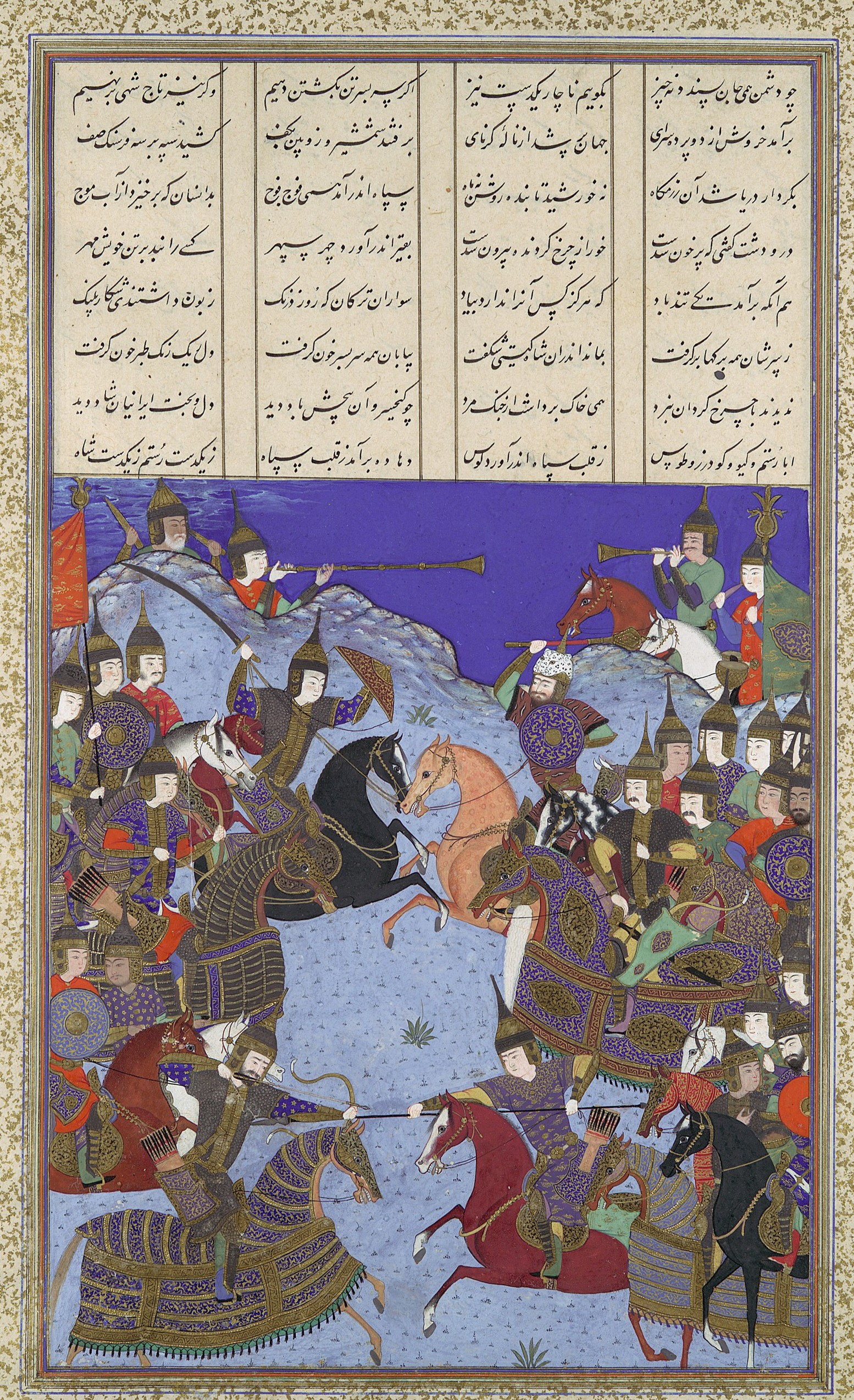
Kai Khusrau and Afrasiyab

## Miniaturas

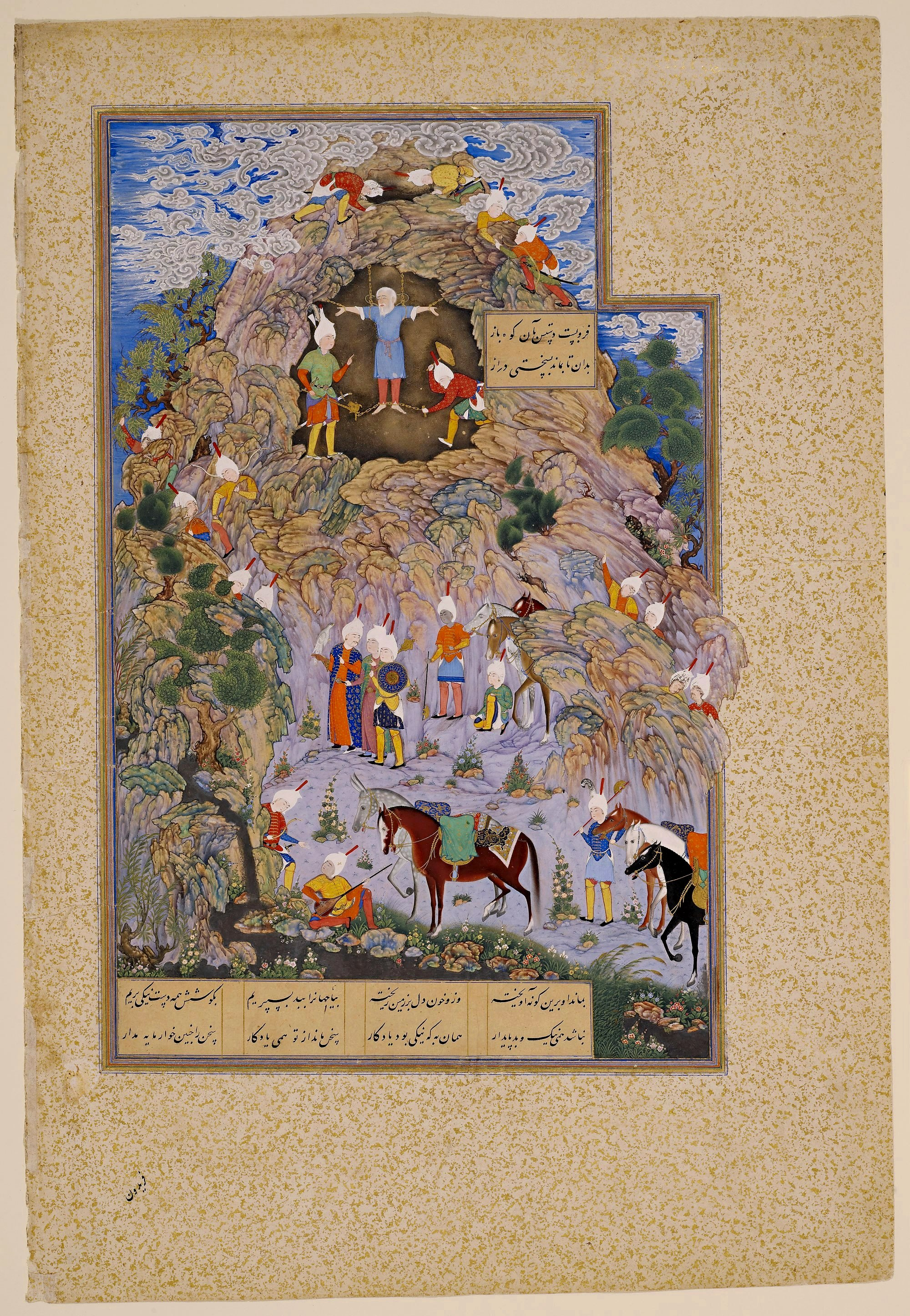
La Muerte de Zahhak, fol. 37b.
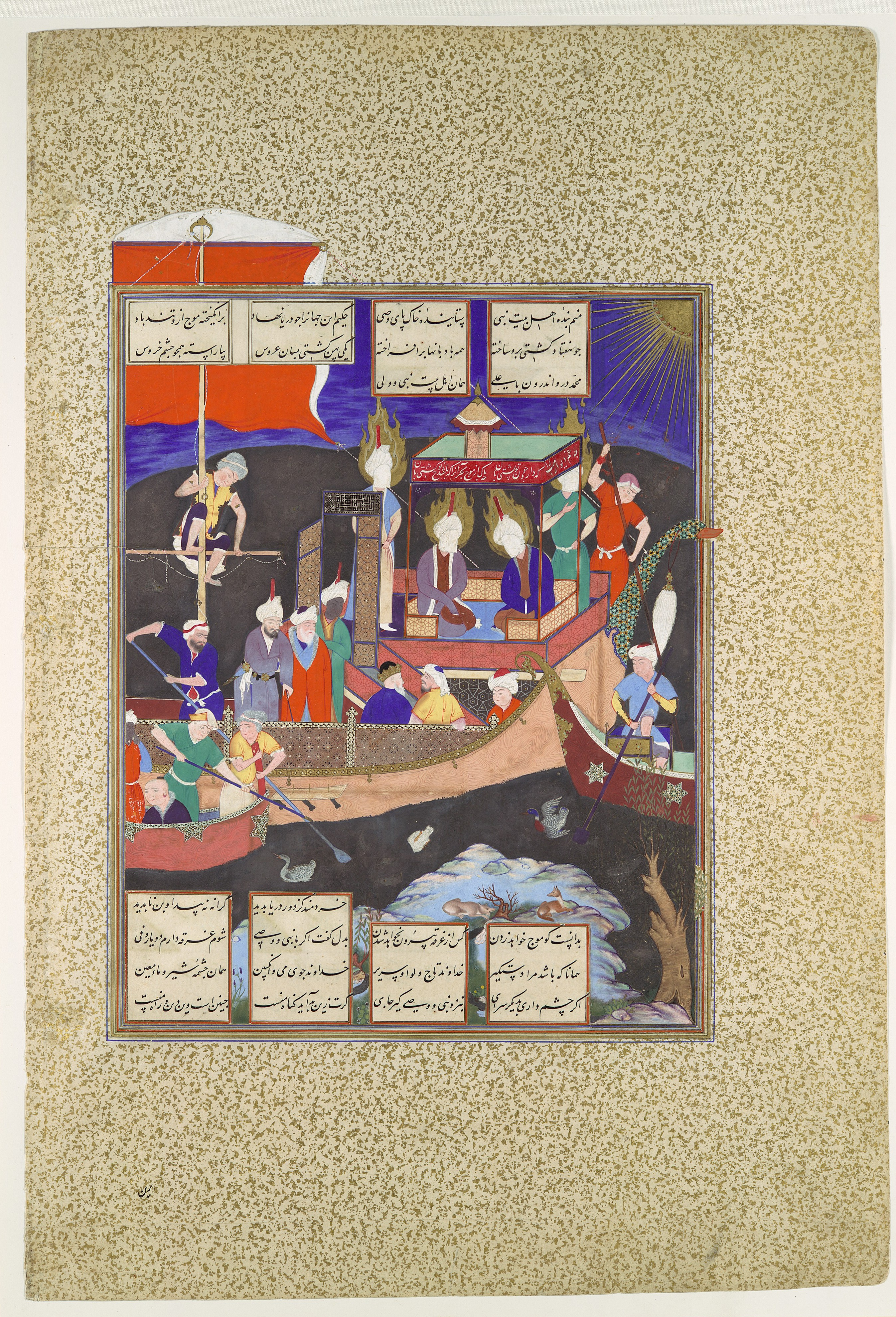
Parábola del Barco del Shiismo , fol. 18v.
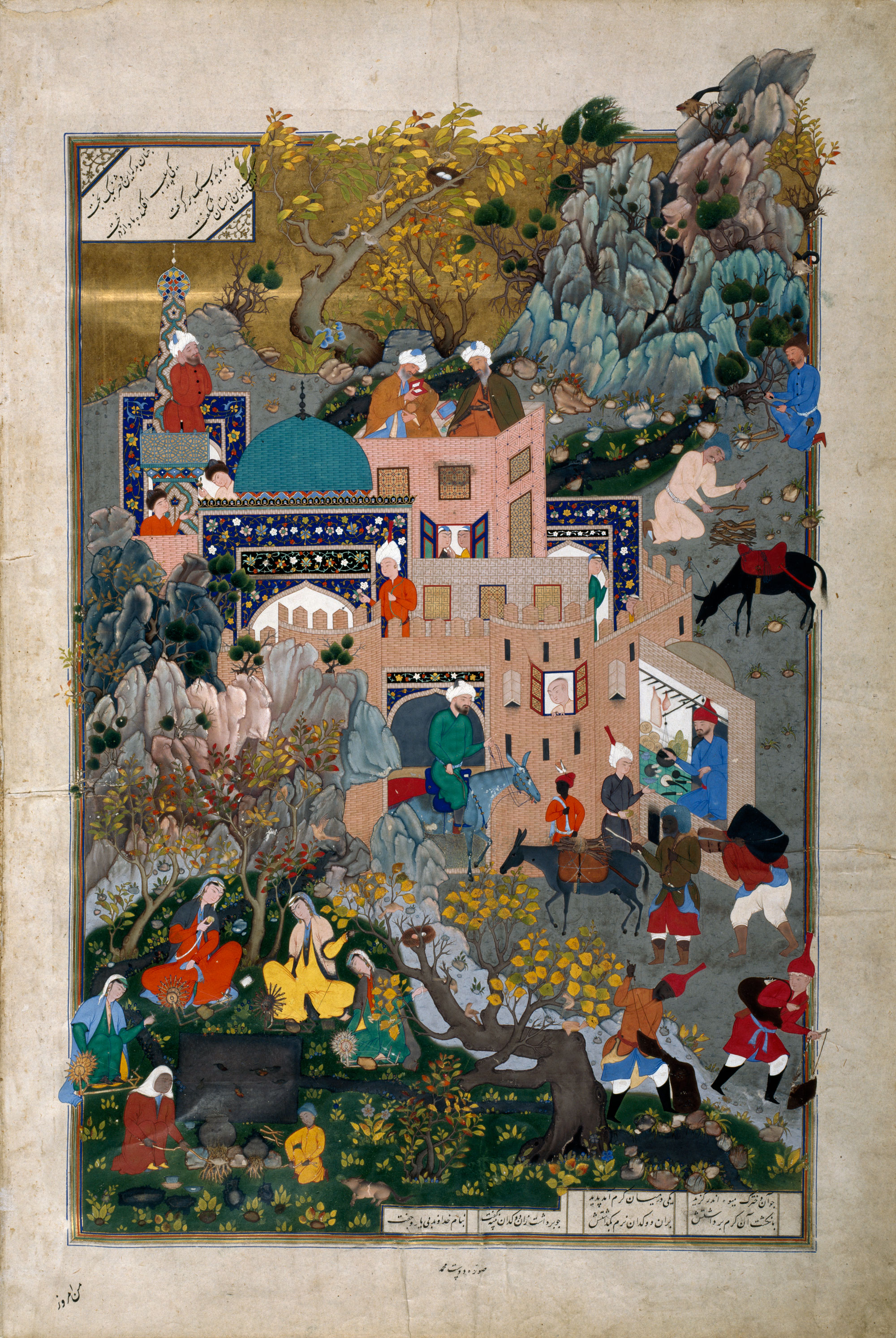
Dust Muhammad , La historia de Haftvad y el gusano, fol. 521v.
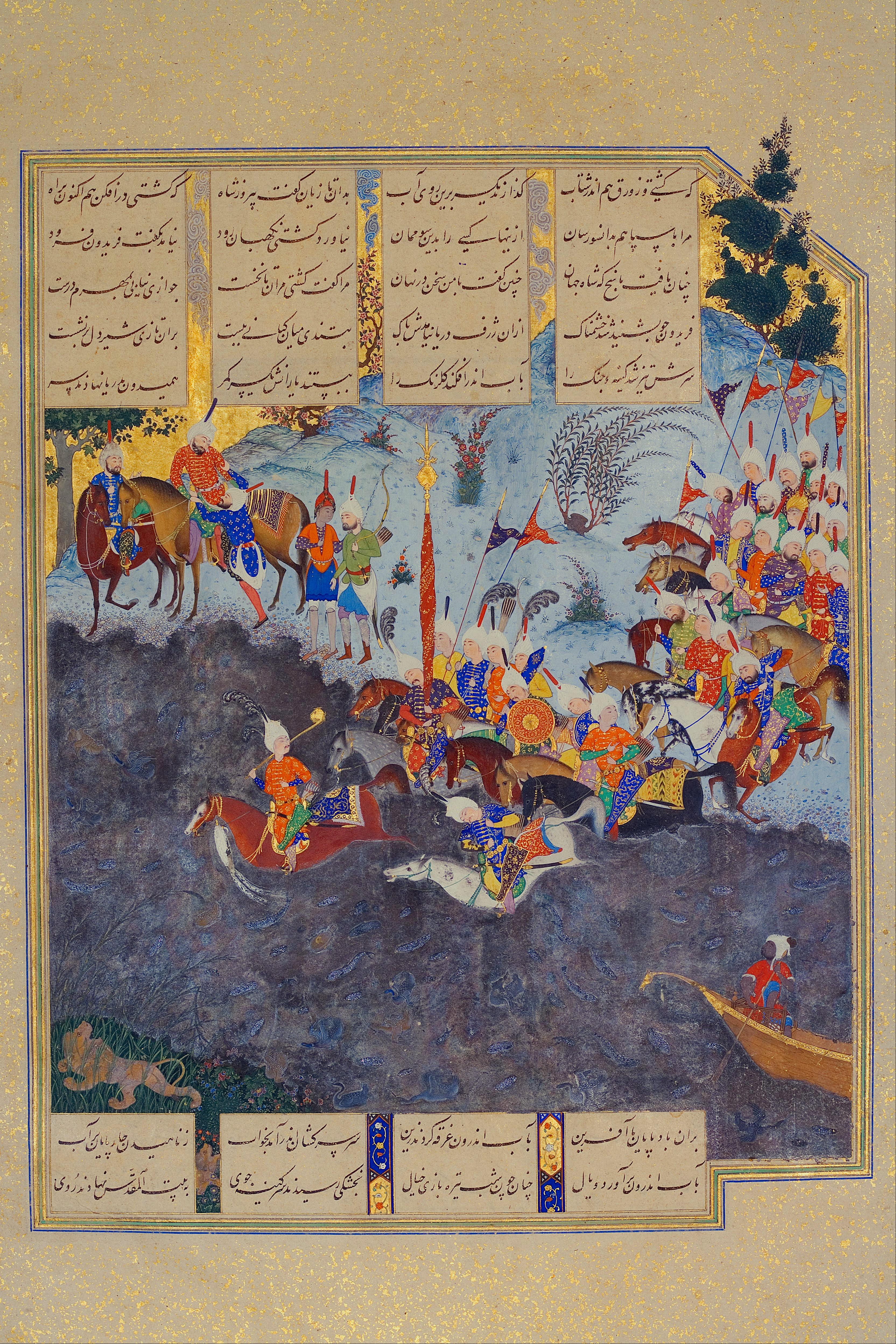
Faridun cruza el río Dijla, fol. 33v.
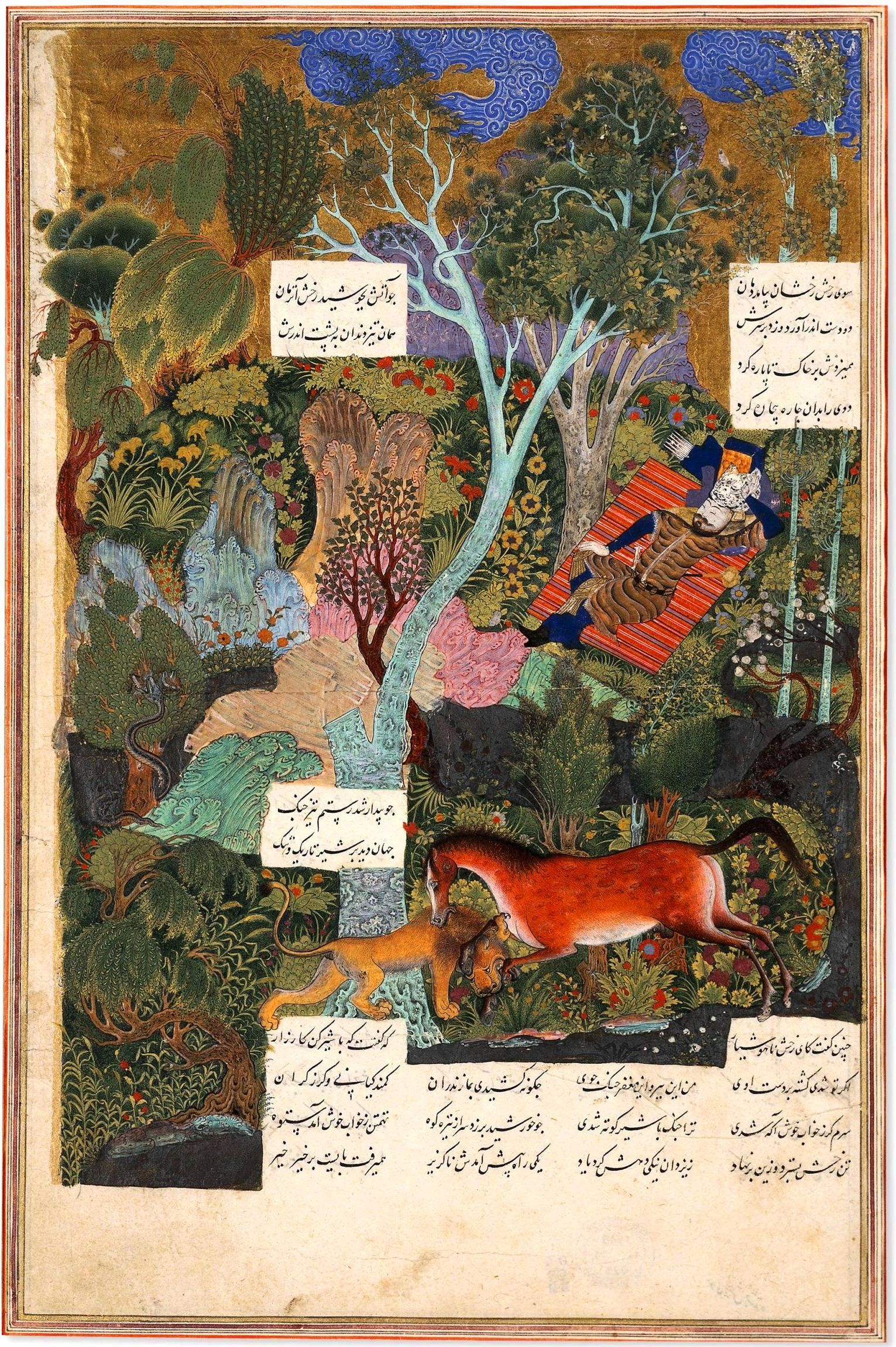
Rustam dormido, mientras que su caballo Rakhsh mata a un león, fol. 118r.

## Lectura adicional
- Dickson M. B. and Welch S. C., The Houghton Shahnameh, 1981, Fogg Art Museum, Harvard University, Cambridge, Mass, 2 vols.
- Rüstem, Ünver, The Afterlife of a Royal Gift: The Ottoman Inserts of the Shāhnāma-i Shāhī. In Muqarnas, vol. 29, 2012, pp 245-337.
- Waghmar, Burzine K., An Annotated Micro-history and Bibliography of the Houghton Shahnama. In Sunil Sharma and Burzine Waghmar, eds. Firdawsii Millennium Indicum: Proceedings of the Shahnama Millenary Seminar, K R Cama Oriental Institute, Mumbai, 8-9 January, 2011; pp 144-80; Mumbai, K. R. Cama Oriental Institute: 2016, ISBN 9789381324103
- Welch, Stuart Cary, A King's Book of Kings: The Shah-nameh of Shah Tahmasp, 1972, Metropolitan Museum of Art, ISBN 0870990284, 9780870990281

- Datos: Q3114572
- Multimedia: Shah Tahmasp's Shahnameh / Q3114572